# Eiskorn

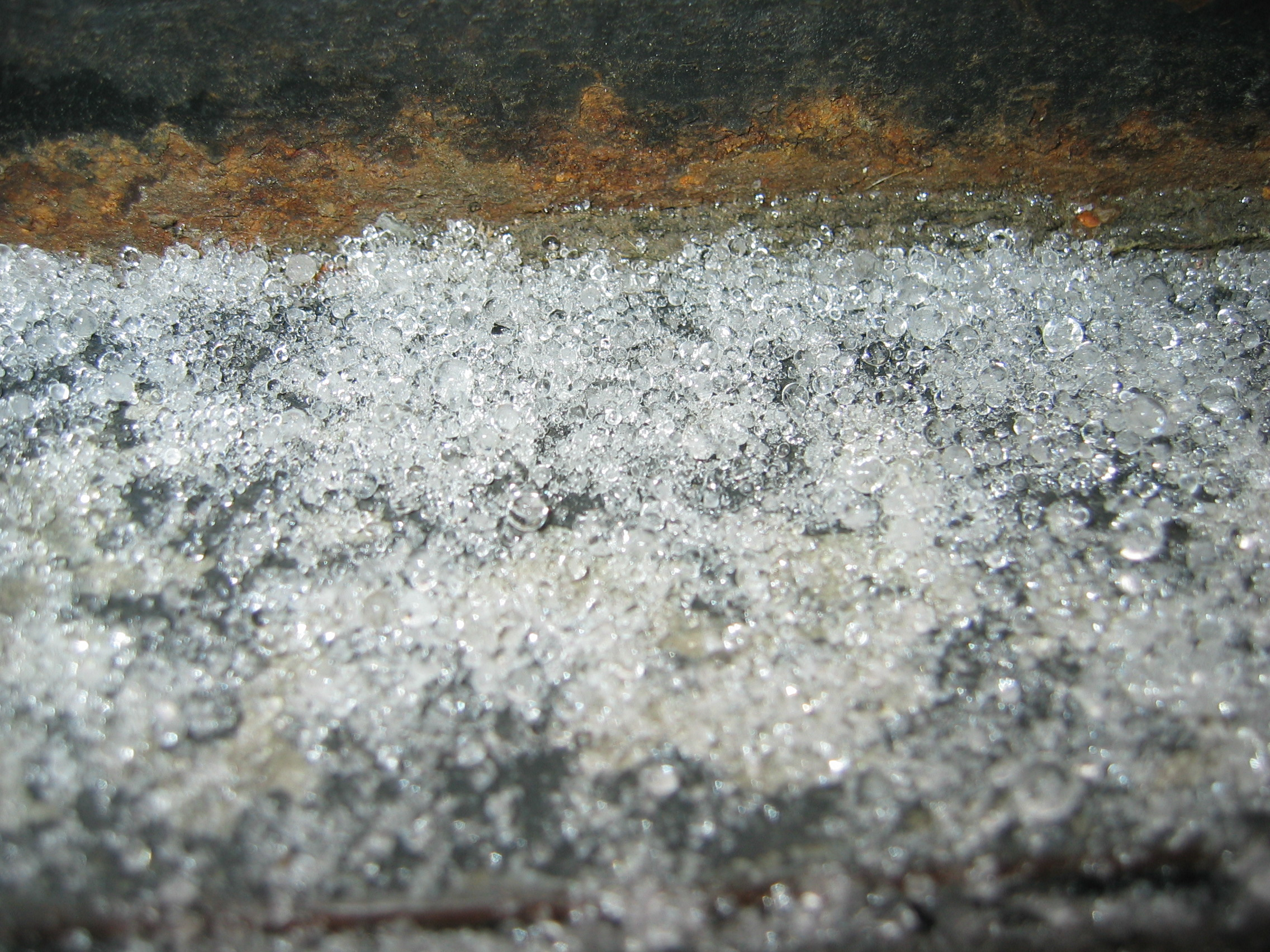
Gerade gefallene Eiskörner am Straßenrand

Eiskörner sind eine Form von Niederschlag, bei der Regentropfen oder geschmolzene Schneeflocken durch eine kalte Luftschicht fallen und dabei (wieder) gefrieren.
Eiskörner sind im Unterschied zu Graupel weitgehend durchsichtig (dem entspricht die Unterscheidung von Klareis und Rauheis), im Gegensatz zu Hagelkörnern haben sie keinen Kern und sind nicht aus Eisschichten aufgebaut. Ihre Größe beträgt nicht mehr als 6 Millimeter.
Wenn Eiskörner vom Himmel fallen, wird das oft Eisregen genannt; in anderem Zusammenhang spricht man von Eisregen aber auch, wenn auftreffender Regen am Boden ausfriert, entweder, weil er auf sehr kalten Untergrund trifft (Gefrierender Regen) oder die Tropfen selbst unterkühlt sind (Unterkühlter Regen).
Wenn Eiskörner auf dem Boden auftreffen, bilden sie oft ebenfalls einen festen Eisüberzug. Anders als beim gefrierenden Regen ist die Eisfläche jedoch nicht völlig glatt, sondern leicht geriffelt, da jedes Eiskorn einen kleinen Hügel bildet.